# قناة الطقس
قناة الطقس (بالإنجليزية: The Weather Channel) اختصاراً (TWC) هي قناة تلفزيونية أمريكية مدفوعة الأجر مملوكة لشركة ويثر جروب، وهي شركة تابعة لمجموعة ألين ميديا يقع المقر الرئيسي للقناة في أتلانتا، جورجيا . انطلقت القناة في 2 مايو 1982، وتبث توقعات الطقس والأخبار والتحليلات المتعلقة بالطقس، بالإضافة إلى الأفلام الوثائقية والبرامج الترفيهية المتعلقة بالطقس. كانت شبكة ويثرسكان، وهي شبكة شقيقة، عبارة عن خدمة رقمية عبر الكابل والأقمار الصناعية تقدم توقعات محلية آلية على مدار 24 ساعة وصور رادار. تم إغلاق ويثرسكان رسميًا في 12 ديسمبر 2022. تنتج قناة الطقس أيضًا نشرات الطقس الخارجية، ولا سيما لقناة CBS News و RFD-TV . 
في أغسطس 2023، أُعلن أن شركة آي بي إم تبيع شركة ذا ويثر كومباني وأصولها إلى شركة فراسيسكو بارتنر.

## التاريخ
تأسست قناة الطقس في 18 يوليو 1980، بواسطة عالم الأرصاد الجوية التلفزيوني جون كولمان (الذي شغل منصب كبير علماء الأرصاد الجوية في أيه بي سي محطة مملوكة ومدارة WLS-TV في شيكاغو وكمتنبئ في برنامج صباح الخير يا أمريكا) وفرانك باتن، الرئيس حينها للمالك الأصلي للقناة شركة Landmark Communications (التي تُعرف الآن باسم Landmark Media Enterprises). تم إطلاق القناة في الساعة 8:00 مساءً بتوقيت المنطقة الزمنية الشرقية في 2 مايو 1982. في البداية، كانت المعلومات الإقليمية والمحلية تُجمع من خدمة الطقس الوطنية لبثها. منذ عام 2002، يتم إعداد جميع التنبؤات في الموقع في أتلانتا.

### البيع إلى NBCUniversal، Bain، وBlackstone
عرضت Landmark Communications قناة الطقس وأصولها للبيع. في 6 يوليو 2008، وافقت إن بي سي العالمية، بين كابيتال، ومجموعة بلاكستون على شراء قناة الطقس بشكل مشترك من Landmark، مما جعلها التغيير الأول في ملكية القناة خلال 26 عامًا. اكتمل البيع في 12 سبتمبر 2008.
كانت إن بي سي العالمية تمتلك أيضًا NBC Weather Plus، وهي خدمة منافسة كانت تُعرض وتضم محتوى من الشبكات المحلية التابعة لـإن بي سي؛ أعلنت تلك الخدمة عن توقفها بعد ثلاثة أشهر. برامج عبر الهواء قناة فرعية رقمية التي كانت تعرض Weather Plus قد تحولت منذ ذلك الحين إلى قناة أكيو للطقس المشابهة في الشكل، أو احتفظت بمحرك Weather Plus، أو غيرت انتمائها إلى شبكات أخرى مثل This TV أو Retro Television Network؛ وبعضها تم إيقافه بالكامل.
قامت قناة الطقس بتسريح سبعة من علماء الأرصاد الجوية على الشاشة منذ زمن طويل: كريستينا أبرناثي من نوفمبر 2008 إلى فبراير 2009، إيبوني ديون، كريستين دود، ريتش جونسون، شيريل ليمكي، مارك مانكوسو وديف شوارتز (شوارتز عاد إلى TWC في أبريل 2014، لكنه توفي بسبب السرطان في 30 يوليو 2016). باستثناء ديون، كانوا جميعهم على الهواء لأكثر من عشر سنوات، وكان ثلاثة منهم يعملون في الشبكة لأكثر من عشرين عامًا.
أنهت قناة الطقس عقد بيل كينيلي في يوليو 2010، آخر علماء الأرصاد الجوية الأصليين على الشاشة الذين ظهروا في أولى بثوث الشبكة في 1982. في ديسمبر من ذلك العام، قامت الشبكة أيضًا بتسريح عالم الأرصاد الجوية نيكول ميتشل، التي قامت لاحقًا برفع دعوى قضائية ضد قناة الطقس في عام 2012، مدعية أنها قد تم تسريحها لأن الملاك الجدد للقناة لم يوافقوا على الوقت الذي تطلبه واجباتها المتزامنة ككابتن في احتياطي القوات الجوية الأمريكية كجزء من فريق "صائدو الأعاصير"; تلك الواجبات الاحتياطية محمية بموجب القانون الأمريكي (عملت ميتشل لاحقًا كرئيسة علماء الأرصاد الجوية في قناة الجزيرة أمريكا، التي قامت في وقت من الأوقات أيضًا بتوظيف إيبوني ديون).
بدأ دمج علماء الأرصاد الجوية على الهواء من NBC في مايو 2009. انضم عالم الأرصاد الجوية السابق في NBC Weather Plus تود سانتوس إلى قناة الطقس في 2 مايو من ذلك العام. آل روكر من برنامج اليوم الخاص بـNBC بدأ في تقديم برنامج صباحي لمدة ساعة بعنوان استيقظ مع آل ايه اي، بجانب عالمة الأرصاد الجوية ستيفاني أبرامز في وقت لاحق من الصيف.
ومع ذلك، بالنسبة لعمليات التنبؤ القائمة في مدينة نيويورك (تلك التي تُستخدم للتنبؤات على إم إس إن بي سي وسي إن بي سي، على سبيل المثال)، ما زالت أنظمة التنبؤات، الرادارات والرسومات الخاصة بـNBC Weather Plus قائمة، مع تغيير الشارات لتتناسب مع نظام الرسومات الخاص بقناة الطقس. في 10 سبتمبر 2009، توفي مؤسس قناة الطقس فرانك باتن.

### من 2012 إلى 2018
تولى ديفيد كيني منصب المدير التنفيذي لقناة الطقس في يناير 2012، خلفًا للمدير التنفيذي السابق لشركة إيه أو إل مايك كيلي، الذي تم تعيينه مديرًا تنفيذيًا للشركة في صيف عام 2009. رغم أن جميع العمليات، ودعم المبيعات والتسويق ومعظم الموظفين متواجدون في المقر الرئيسي في أتلانتا، رفض كيني الانتقال إلى هناك، واستمر في العيش في بوسطن كموظف عن بُعد.
غيّرت شركة القابضة لقناة الطقس اسمها من "The Weather Channel Companies" إلى The Weather Company في وقت لاحق من عام 2012. واشترت الشركة أيضًا خدمة الطقس المنافسة وموقع Weather Underground في نفس العام. في 10 مارس 2015، ألغت شركة Verizon FiOS قناتي Weather Channel وWeatherScan لصالح منافسهم أكيو للطقس.
في 9 سبتمبر 2015، أعلنت القناة عن إعادة هيكلة تدريجية لجدول برامجها خلال عام 2016، حيث ستعيد تركيزها تدريجياً نحو برامج تعتمد على التنبؤات الجوية. ألغت القناة برنامج Wake Up with Al، مشيرة إلى ارتفاع تكاليف الإنتاج في نيويورك مقارنة بأتلانتا. كما أعلنت أن برنامج AMHQ سيعاد تركيزه على الطقس، مع إلغاء الفقرات المتعلقة بنمط الحياة، حيث ستصبح ستيفاني أبرامز مقدمة البرنامج، وسيصبح المضيف الأصلي سام تشامبيون مساهمًا في جدول البرامج الخاص بالفترة المسائية اعتبارًا من 2 نوفمبر.
أعلنت الشبكة أيضًا أنها لن توافق بعد الآن على إنتاج برامج جديدة طويلة المدة، وقامت بتوسيع برامج التنبؤات المباشرة على مدار 2016 بعد أن انتهت جميع البرامج طويلة المدة التي كانت قيد التطوير من عرضها. في مذكرة أرسلها الرئيس التنفيذي لشركة Weather Company، ديفيد كيني، إلى موظفي الشبكة، أوضح أن إعادة التركيز على البرامج المرتبطة بالطقس جاءت لأن "أكثر معجبينا شغفًا يأتون إلينا للحصول على الطقس والعلم وراء الطقس، وليس من أجل برامجنا الأصلية." تم تسريح حوالي 50 موظفًا في القناة، بما في ذلك موظفي الإنتاج والهندسة والتمويل، وتم تخفيض ميزانية القناة التلفزيونية لتحويل الموارد إلى ممتلكات الشركة عبر الإنترنت والمحمول.
كان تنسيق القناة الأصلي مشابهًا لتنسيق شبكة الكابل الإخبارية والمعلوماتية. منذ إنشاء سلسلة Atmospheres في عام 2000 وStorm Stories في عام 2003، شهدت قناة الطقس تحولًا تدريجيًا نحو مزيج من التنبؤات الجوية وبرامج الترفيه المتعلقة بالطقس، وذلك بالتوازي مع إطلاق الشبكة الشقيقة Weatherscan، وتطور شريط "L" دائم العرض/مؤشر الطقس، وتطوير weather.com وتطبيقات الهواتف المحمولة الشهيرة، وزيادة المشاهدة والاهتمام بالبرامج الوثائقية حول موضوع الطقس.
في نوفمبر 2013، أطلقت القناة مبادرة جديدة بعنوان "الطقس طوال الوقت" استجابةً للنقد. جميع البرامج الأصلية– التي أعيد تسميتها تحت شعار Natural Drama– باتت مرتبطة بشكل مباشر بموضوعات تتعلق بالطقس، وأكدت الشبكة التزامها بقطع البرمجة الأصلية إما إقليميًا أو وطنيًا خلال الأحداث الجوية الكبرى. بالإضافة إلى ذلك، قامت قناة الطقس بتمديد عرض الخط السفلي (الذي تم تحديثه بحزمة رسوميات جديدة) ليشمل فترات الإعلانات التجارية وطوال بث برامجها الأصلية.
في أغسطس 2015، ظهرت تقارير تفيد بأن مالكي شركة الطقس يفكرون في بيع جميع أو جزء من المشروع، بعد أن قاموا بتوظيف مورجان ستانلي وPJT Partners لاستكشاف خياراتهم. في 28 أكتوبر 2015، تم الإعلان عن أن آي بي إم ستستحوذ على معظم أصول شركة الطقس، بما في ذلك weather.com، وWeather Underground، وتطبيقات الهواتف المحمولة ذات الصلة، ومنصاتها البيانية الأساسية، بمبلغ غير معلن.
خططت آي بي إم لاستغلال تكنولوجيا واتسون كجزء من الاستحواذ، متوقعةً استخدامها في تحليلات وتنبؤات الطقس. الصفقة، التي اكتملت في يناير التالي، لم تشمل قناة الطقس نفسها، التي بقيت مملوكة من قبل كونسورتيوم Bain/Blackstone/NBCUniversal، ودخلت في اتفاقية ترخيص طويلة الأجل مع IBM لاستخدام بياناتها الجوية واسم "The Weather Channel" وعلامتها التجارية.

### البيع لشركة "إنتيرتينمنت ستوديوز"
ظهرت تقارير تفيد بأن مجموعة سينكلير للبث قد أبدت اهتماماً بالاستحواذ على ملكية قناة "الطقس" في أغسطس 2016.
أعلنت شركة ستوديو ترفيهي المملوكة لبايرون ألين عن استحواذها على أصول قناة "الطقس" التلفزيونية من الشراكة التي تجمع إن بي سي يونيفرسال وباين كابيتال وبلاكستون في 22 مارس 2018. لم يتم الكشف عن القيمة الفعلية، ولكن يُعتقد أنها بلغت حوالي 300 مليون دولار. لم تشمل الصفقة أصول قناة "الطقس" غير التلفزيونية التابعة لـشركة الطقس، التي بيعت بشكل منفصل لشركة آي بي إم قبل عامين.
في الصباح الباكر من 18 أبريل 2019، تعذّر على قناة "الطقس" بث برامجها المباشرة بشكل مؤقت بسبب ما وصفته بـ"هجوم برمجيات خبيثة" على شبكتها. تم عرض برامج مسجلة مسبقاً بينما كان المهندسون يعملون على معدات احتياطية، وعادت البرمجة الحية إلى طبيعتها خلال بضع ساعات (في ذلك الوقت كان البرنامج AMHQ). لم يتم تحديد هوية مرتكبي الهجوم البرمجيات الخبيثة.
في مايو 2022، بمناسبة عيد ميلاد قناة "الطقس" الأربعين، أطلقت تطبيقاً جديداً يعتمد على الاشتراك المباشر للمستهلكين.
في أغسطس 2023، أعلنت شركة آي بي إم أنها ستبيع وحدتها الجوية وتطبيقات "قناة الطقس" التابعة لها إلى فرانسيسكو بارتنرز. كجزء من الصفقة، ستحتفظ آي بي إم ببيانات الطقس التي تستخدمها لتشغيل نماذج الذكاء الاصطناعي لبيعها لعملائها من الشركات ولـناسا.

### النسخ الدولية
على مر السنين، فشلت محاولات بث نسخ دولية من قناة الطقس – باستثناء النسخة الأسترالية من قناة الطقس (التي أصبحت الآن قناة سكاي نيوز للطقس) – في تحقيق النجاح. تدير قناة الطقس مواقع إلكترونية تقدم توقعات محلية في البرازيل وفرنسا وألمانيا والهند وأمريكا اللاتينية والمملكة المتحدة، لكن بعض هذه المواقع قد لا تكون تطورت منذ عام 2003. تتشارك قناة الطقس صور الرادار وتوقعات الطقس مع شبكة الطقس في كندا، خاصة لتقديم التوقعات الكندية لقناة الطقس.
- عملت نسخة بريطانية من قناة الطقس من 1 سبتمبر 1996 حتى 30 يناير 1998، عندما توقفت بسبب قلة المشاهدين. على الأقمار الصناعية، كانت تُبث لمدة خمس ساعات يوميًا، من الساعة 6 صباحًا حتى 11 صباحًا. كانت تتشارك في نفس القناة مع سكاي موفيز جولد/سكاي بوكس أوفيس 2، قناة السباقات وجالافيزيون. وعلى الكابل، كانت تبث عادةً على مدار 24 ساعة، ولكنها كانت تُعرض فقط من قبل بعض الشركات حيث اختارت شركات أخرى عرض الخدمة المنافسة شبكة الطقس التي أُطلقت أيضًا في المملكة المتحدة في عام 1996. كان كلاهما مصممًا للكابل حيث كان يقدم معلومات الطقس المحلية لمناطق محددة.
- كانت قناة الطقس تدير سابقًا قناة الطقس في أمريكا اللاتينية، وهي شبكة ناطقة بالإسبانية تخدم المكسيك وبورتوريكو وأمريكا الجنوبية. أُطلقت هذه الشبكة في عام 1996 وتبعها بث البرازيلي باللغة البرتغالية البرازيلية في عام 1998. توقفت عن العمل في 20 ديسمبر 2002 بسبب تخفيضات في الميزانية. كان مذيعو الطقس الثلاثة الأصليون على الشاشة هم باولا إلورزا، وسال موراليس، وماري كارمن راموس؛ ترك الثلاثة القناة في غضون عام من إطلاقها وانتقلوا على التوالي للعمل في يونيفزيون في ميامي، وتيليموندو في لوس أنجلوس، وسي إن إن انترناشيونال في أتلانتا.

## التقييم والاستقبال
استقبلت قناة الطقس حوالي 79.128 مليون أسرة مشتركة في خدمة التلفزيون المدفوع في جميع أنحاء الولايات المتحدة اعتباراً في سبتمبر 2018. يعتبر الأمريكيون قناة الطقس كأكثر مؤسسة إعلامية موثوقة، وفقًا لاستطلاع رأي أجرته الإيكونوميست ويوجوف في عام 2022.

## التحديث المحلي في الثامنات
التحديث المحلي في الثامنات (أو التوقع المحلي) هو فقرة برنامج تُبث على شبكة The Weather Channel الأمريكية. تُقدِّم هذه الفقرة للمشاهدين معلومات حول الأحوال الجوية الحالية والمتوقعة لمنطقتهم؛ كما تتوفر نسخة من هذه الفقرة على البث الفضائي الوطني للقناة، وتتضمن توقعات لكل منطقة من مناطق الولايات المتحدة. يعود اسم الفقرة إلى توقيت بثها، حيث تُعرض في الفواصل الزمنية التي تنتهي بالرقم "8" (أمثلة: 9:18 و12:48)؛ وبسبب هذا النمط من الجدولة، يتم بث فقرات التوقعات على القناة بفواصل زمنية مدتها عشر دقائق. من 2006 إلى 2013، كان يتم عادةً تقديم فقرة التوقعات بمقدمة ترويجية لأحد برامج أو خدمات The Weather Channel، يليها صوت المذيع قائلاً "والآن، التحديث المحلي في الثامنات". في 12 نوفمبر 2013، تم استبدال الفقرة الترويجية بمقدمة مدمجة في فقرة التحديث المحلي في الثامنات. واعتبارًا من أبريل 2018، تُبث الفقرة في حوالي :18 من كل ساعة. وتُبث أيضًا في حوالي :48 من كل ساعة خلال البث المباشر للقناة. في 11 يوليو 2023، تم استبدال موسيقى التحديث المحلي في الثامنات بموسيقى الفرقة وموسيقى الجاز.

## الخدمات ذات الصلة

### التلفزيون
| الخدمة               | الوصف |
| -------------------- | --- |
| قناة الطقس بتقنية HD | 2014، كل برامج الشبكة تُنتج حاليًا بتقنية الوضوح العالي (باستثناء قد يحدث غدًا، قوة الطبيعة الكاملة والحلقات القديمة من قصص العواصف)، وتُعرض على قناة التعريف القياسي بتنسيق مُعدّل من صندوق العرض السينمائي المعدل الذي يملأ الفراغ الذي كانت ستشغله الأشرطة السوداء بمعلومات الطقس المقدمة من خط العرض السفلي في أسفل الشاشة. تُحمل قناة الطقس بتقنية HD على معظم مزودي الكابل والأقمار الصناعية الرئيسيين (مثل Comcast Xfinity، Time Warner Cable، Cox Communications، Cablevision، AT&T U-verse، Charter Communications، DirecTV وDish Network)، حيث أضاف العديد منهم تغذية HD طوال الربع الرابع من 2007 والربع الأول من 2008. عندما تم إطلاق تغذية HD، لم يكن أي من برامج القناة يُعرض بالفعل بتقنية الوضوح العالي، باستثناء النسخة الوطنية من فقرة "المحلي في الدقيقة الثامنة"؛ أصبحت الظروف الملحمية |
| قناة الطقس عند الطلب | قناة الطقس عند الطلب هي خدمة الفيديو عند الطلب التابعة للقناة، حيث تقدم مجموعة من الحلقات من مسلسلاتها الأصلية وبرامجها الخاصة الأصلية لمزودي خدمات الكابل الرقمي وIPTV. وعلى عكس القناة التلفزيونية الخطية وموقعها الإلكتروني الشقيق، لا توفر الخدمة توقعات الطقس الوطنية أو المحلية. |
| ويذرسكان             | ويذرسكان (المعروفة سابقًا باسم ويذرسكان لوكال حتى عام 2003) كانت قناة كابل رقمية وفضائية مرافقة أُطلقت في عام 1999، والتي تحافظ على تنسيق يتكون من توقعات الطقس المحلية في حلقة مستمرة بدون انقطاع للإعلانات التجارية. وتتوفر في عدد أقل من الأسواق مقارنة بقناة الطقس، وهي متاحة بشكل أساسي في الطبقات الرقمية لبعض مزودي الكابل (إلا أن بعض الأنظمة تحمل ويذرسكان على طبقة أساسية، حيث يتم عادةً حمل قناة الطقس)؛ وتم إطلاق تغذية منفصلة لمشتركي الأقمار الصناعية على ديش نتورك في صيف 2010. يتم توليد منتجات توقعات ويذرسكان بواسطة وحدة IntelliStar في رأس مزود الكابل، والتي تم تكوينها بشكل مختلف عن تلك الأنظمة المستخدمة بواسطة قناة الطقس؛ تتميز الأنظمة برسوم بيانية مختلفة وتتضمن منتجات طقس إضافية. تعرض ويذرسكان شريطًا على شكل "L" (مشابهًا لذلك الذي استخدمته قناة NBC Weather Plus المنحلة) يوفر الظروف الحالية وتوقعات الطقس لموقع معين والمنطقة المحيطة به في جميع الأوقات أثناء البث، مع عرض معلومات الطقس أيضًا على الثلثين العلويين من يمين الشاشة. تم إيقاف القناة في 12 ديسمبر 2022. |
| لوكال ناو            | لوكال ناو هي قناة مرافقه تعتمد على البث عبر الإنترنت أُطلقت في 25 يناير 2016. وبشكل مشابه لتنسيق ويذرسكان، تحافظ الخدمة على تنسيق يتكون من توقعات الطقس المحلية، تقارير حركة المرور، والعناوين الإخبارية بالإضافة إلى الأخبار والرياضة المحلية في حلقة مستمرة. يتم توزيع الخدمة على خدمات البث عبر الإنترنت التي تم تصميمها بشكل مشابه لمزودي التلفزيون المدفوع التقليديين وأيضًا على تطبيق لأجهزة iOS وAndroid لأولئك الذين يشتركون في قناة الطقس من خلال التلفزيون المدفوع. |

### الحضور الإذاعي والصحفي
يوفر قناة الطقس التنبؤات لمزود راديو بالساتل راديو سيريوس إكس إم في الولايات المتحدة. تدير كلتا الخدمتين التنبؤات الإقليمية على محطة واحدة، وتدير العديد من المحطات الفردية التي توفر معلومات الطقس وحركة المرور المحلية المجمعة للمناطق الحضرية الكبرى.
تقوم قناة الطقس أيضًا ببث مشترك على سيريوس إكس إم من عام 2016 فصاعدًا خلال العواصف التالية:

#### 2016
- إعصار ماثيو[33]

#### 2017
- عاصفة ثلجية أمريكا الشمالية مارس 2017[34]
- إعصار هارفي[35]
- إعصار إيرما[36]

#### 2018
- إعصار فلورنس[37]
- إعصار مايكل[38]

#### 2019
- إعصار دوريان[39]

#### 2020
- إعصار إساياس[40]
- إعصار لورا[41]
- إعصار سالي[42]
- إعصار دلتا[43]
- إعصار زيتا[44]

#### 2021
- إعصار إيدا[45]

تحتفظ قناة الطقس أيضًا بشراكات محتوى مع عدد من محطات الراديو المحلية في الولايات المتحدة لتوفير التنبؤات المحلية، باستخدام مذيعين منفصلين عن خبراء الأرصاد الجوية الذين يظهرون على القناة التلفزيونية. وبالنسبة لبعض المحطات، تقدم قناة الطقس كمية محدودة من التغطية الحية خلال أحداث الطقس القاسي المحلية (حيث يتصل المذيعون الموجودون في جورجيا عبر ISDN). يتم حاليًا توزيع محتوى الراديو الخاص بقناة الطقس بواسطة Westwood One.
وبالمثل، توفر قناة الطقس أيضًا تقارير الطقس لعدد من الصحف في جميع أنحاء الولايات المتحدة. وشمل ذلك توقعات وطنية على نصف صفحة لصحيفة يو إس إيه توداي، حيث قدمت قناة الطقس المحتوى حتى سبتمبر 2012، عندما استبدلت أكيو للطقس قناة الطقس كمزود لتوقعات الصحيفة.

#### 2022
أعلنت قناة الطقس (TWC) عن شراكة محتوى مع سي بي إس نيوز في 28 مارس 2022، حيث ستقوم بتقديم تقارير الطقس في CBS Mornings، وCBS Evening News، وشبكة CBS News للبث المباشر، وكذلك التعاون في الصحافة الاستقصائية المتعلقة بالطقس والمناخ.
أطلقت قناة الطقس باللغة الإسبانية على منصة Local Now تزامنًا مع احتفال TWC بالذكرى الأربعين لتأسيسها في 2 مايو 2022. وتوفر قناة TWC بالإسبانية تغطية على مدار الساعة طوال أيام الأسبوع. يتولى فريق العمل قيادة الفريق، ومنهم ميلمار راميريز، هنري غولاك، جيسيكا فرنانديز، لورينا ليم، ألبرت مارتينيز، وعبيل هيرنانديز.

## البرمجة
تألفت برمجة التوقعات الجوية من كامل جدول قناة الطقس (TWC) قبل إدخال البرمجة الأصلية المتعلقة بالطقس – التي تُشار إليها في المواد الترويجية الخاصة بالشبكة والبيانات الصحفية بـ"البرمجة طويلة الأمد" – في عام 2000 (مع بعض الانحرافات عن برامج التوقعات قبل ذلك، بخلاف البرنامج التعليمي The Weather Classroom، وهو برنامج أصلي تم إنتاجه كجزء من مبادرة Cable in the Classroom في صناعة التلفزيون المدفوع). منذ ذلك الحين، تراجعت عدد الساعات المخصصة لبرامج التوقعات في الاستوديو تدريجيًا. تُبث برامج الاستوديو المباشرة للشبكة بانتظام من الساعة 6:00 صباحًا حتى 8:00 مساءً بتوقيت شرق الولايات المتحدة خلال أيام الأسبوع، ومن الساعة 6:00 صباحًا حتى 1:00 ظهرًا بتوقيت شرق الولايات المتحدة في عطلات نهاية الأسبوع والعطلات. يُعرض برنامج America's Morning Headquarters من الاثنين إلى الجمعة بين الساعة 6:00 صباحًا و1:00 ظهرًا بتوقيت شرق الولايات المتحدة، يليه برنامج Weather Unfiltered الذي يُبث من 1:00 ظهرًا إلى 5:00 مساءً بتوقيت شرق الولايات المتحدة، يليه برنامج Storm Center، الذي يُبث من 5:00 مساءً إلى 8:00 مساءً بتوقيت شرق الولايات المتحدة. في عطلات نهاية الأسبوع، يُبث برنامج America's Weekend Headquarters من 6:00 صباحًا إلى 9:00 صباحًا، يليه برنامج Weekend Recharge من 9:00 صباحًا إلى 1:00 ظهرًا، يليه برنامج Pattrn من 1:00 إلى 2:00 ظهرًا بتوقيت شرق الولايات المتحدة.
تقوم قناة الطقس أيضًا ببث سلسلة وثائقية/ترفيهية أصلية تتعلق بالطقس والبرامج الخاصة. تستمر هذه البرامج طوال باقي الجدول الزمني. خلال الأحداث الجوية الشديدة التي تؤثر على أجزاء من الولايات المتحدة، قد تقوم قناة الطقس بإيقاف البرمجة الأصلية لصالح بث تغطية ممتدة تحت العنوان الشامل Weather Center Live (الذي يغير لون كلمة "LIVE" من الأزرق إلى الأحمر) لتقديم تغطية وتحليل طويل الأمد حتى انتهاء الحدث؛ في بعض الأحداث، قد تتحول الرسوم البيانية على الهواء (بما في ذلك الشريط السفلي) إلى الألوان الأسود والأحمر (مشابهة للألوان التي تستخدمها WCL)؛ وتختلف الإيقاف المؤقت بين المحلي (مقتصر على المشاهدين في المنطقة المتأثرة بحدث الطقس المحدد) والوطنية، اعتمادًا على تأثير الظاهرة الجوية/القصة وإذا كان مزود محلي يستخدم وحدة WeatherStar الأحدث التي تتيح استخدام البث المزدوج الذي يمكن أن يستبدل البرمجة بتغطية الطقس الطويلة الأمد في منطقة معينة. عادةً ما تستخدم قناة الطقس موضوع موسيقى مختلف لهذه الأحداث، يُطلق عليه اسم "وضع تنبيه العاصفة"، ويستخدم لكل من WCL وLOT8.

### الأفلام
في خطوة أثارت الجدل بين العديد من المشاهدين القدامى، بدأت قناة الطقس في عرض أفلام متعلقة بالطقس في أمسيات الجمعة بدءًا من 30 أكتوبر 2009. كان أول فيلم يتم بثه على القناة هو فيلم The Perfect Storm لعام 2000.
بعد ديسمبر 2009، تم إيقاف عرض هذه الأفلام الأسبوعية مؤقتًا لصالح عرض برنامج Weather Center، الذي كان يُبث بالفعل خلال ساعات الذروة طوال باقي أيام العمل. على الرغم من الجدل، استؤنف عرض الأفلام في أمسيات الجمعة في 26 مارس 2010، تحت عنوان "Flick and a Forecast"، والذي قدمته مذيعة الطقس في قناة الطقس جن كارفاجنو والمساهمة في MSNBC توريه، مع الوثائقي Into Thin Air: Deaths on Everest. خلال البث، تم إزالة شريط العرض السفلي الذي يظهر عادةً على برامج TWC لتوفير المعلومات الجوية المحلية (مع التوقفات أثناء التوقعات ومعظم البرامج الطويلة فقط لفواصل الإعلانات)، وظهر فقط عدة مرات كل ساعة أثناء الفيلم كبديل لأجزاء "Local on the 8s" القياسية، مع ظهور شعار TWC الشفاف في أوقات أخرى خلال الفيلم عندما لم يكن الشريط السفلي على الشاشة.
بينما كانت الأفلام المعروضة ضمن "Flick and a Forecast" مرتبطة بالطقس بشكل ما، فإن بعض الأفلام مثل بؤس وبحر أزرق عميق كانت مرتبطة بالطقس بشكل ضئيل. في 31 مايو 2010، أفاد موقع NewsBlues بقرار قناة الطقس إلغاء كتلة الأفلام، وذلك جزئيًا بسبب انتقادات المشاهدين بشأن عرض الأفلام على قناة مخصصة للأخبار والمعلومات، بالإضافة إلى حادثة وقعت خلال تفشي الأعاصير في أبريل 2010 التي أدت إلى عرض فيلم مجدول بدلاً من التغطية الكاملة للطقس القاسي. تم استبدال عروض "Flick and a Forecast" بساعة إضافية من برنامج Weather Center وكتلة من ساعتين من البرامج الأصلية طويلة الأمد.

## الشخصيات البارزة الحالية
| الاسم             | المنصب                                  | الوقت                                                                          |
| ----------------- | --------------------------------------- | ------------------------------------------------------------------------------ |
| ستيفاني أبرامز    | America's Morning Headquarters & Pattrn | أيام الأسبوع من 6 صباحًا إلى 9 صباحًا & عطلات نهاية الأسبوع من 1 مساءً إلى 2 مساءً |
| مايك بيتس         | Weather Unfiltered                      | أيام الأسبوع من 1 مساءً إلى 5 مساءً                                              |
| كريس بروين        | Storm Center                            | أيام الأسبوع من 5 مساءً إلى 8 مساءً                                              |
| جيم كانتور        | America's Morning Headquarters          | أيام الأسبوع من 6 صباحًا إلى 9 صباحًا                                            |
| جين كارفاجنو      | America's Morning Headquarters          | أيام الأسبوع من 9 صباحًا إلى 1 مساءً                                             |
| كيلي كاس          | America's Weekend Headquarters          | عطلات نهاية الأسبوع من 6 صباحًا إلى 9 صباحًا                                     |
| لينيت تشارلز      | Weekend Recharge                        | عطلات نهاية الأسبوع من 9 صباحًا إلى 1 مساءً                                      |
| فليشيا كومبز      |                                         |                                                                                |
| بول جودلو         | Weekend Recharge                        | عطلات نهاية الأسبوع من 9 صباحًا إلى 1 مساءً                                      |
| جاكي جيراس        | Storm Center                            | أيام الأسبوع من 5 مساءً إلى 8 مساءً                                              |
| د. ريك ناب        | Weather Unfiltered                      | أيام الأسبوع من 1 مساءً إلى 5 مساءً                                              |
| مالي مكولوم       | Weekend Recharge                        | عطلات نهاية الأسبوع من 9 صباحًا إلى 1 مساءً                                      |
| دكتور غريغ بوستيل | America's Morning Headquarters          | أيام الأسبوع من 9 صباحًا إلى 1 مساءً                                             |
| جوردان ستيل       | America's Morning Headquarters & Pattrn | أيام الأسبوع من 6 صباحًا إلى 9 صباحًا & عطلات نهاية الأسبوع من 1 مساءً إلى 2 مساءً |
| أليكس والاس       | America's Morning Headquarters          | أيام الأسبوع من 9 صباحًا إلى 1 مساءً                                             |
| كريس وارن         | Storm Center                            | أيام الأسبوع من 5 مساءً إلى 8 مساءً                                              |
| أليكس ويلسون      | Weather Unfiltered                      | أيام الأسبوع من 1 مساءً إلى 5 مساءً                                              |
| رينولدز وولف      | America's Weekend Headquarters          | عطلات نهاية الأسبوع من 6 صباحًا إلى 9 صباحًا                                     |

### المراسلون
- جاستن مايكلس: مراسل وطني
- كارل باركر: متخصص في المناخ

### الشخصيات السابقة
- كريستينا أبرناثي: 1995-2009
- جون كولمان: مؤسس قناة الطقس؛ متوفى
- جون هوب: عالم أرصاد جوية/خبير أعاصير 1982–2002؛ متوفى
- بيتي ديفيس: 2005–2010؛ حاليًا كبير علماء الأرصاد الجوية في (WPLG 10) فورت لودرديل
- فيفيان براون: 1989-2015
- جانيتا جونز : 1986–2006؛ متوفاة
- كريستال إيغار: 2010–2013؛ آخر عملت مع KNBC في لوس أنجلوس
- آل روكر: 2009–2015؛ حاليًا مضيف مشارك في اليوم
- ديف شوارتز: 1991–2008، 2014–2016؛ متوفى
- سام تشامبيون: 2014–2016؛ الآن في WABC-TV في مدينة نيويورك
- بوب ستوكز: 1996-2008
- أناريديس رودريغيز: 2014–2017؛ الآن في WBZ-TV[50]
- ماريا لا روزا: Weekend Recharge (2010–2018)؛ الآن في WNBC في مدينة نيويورك
- بريان نوركروس: 2010-2018، كبير متخصصي الأعاصير؛ الآن في Fox Weather[51]
- غريغوري إس. فوربس: 1999–2018[52]
- توم نيزيويل: 2012–2019، خبير الطقس الشتوي؛ الآن في Fox Weather
- ريتش جونسون: 1983-1987، مقدم توقعات الطقس؛ 1987–2009، 2016-2018 مذيع أرصاد جوية على الكاميرا
- جنيفر لوبيز: 2000–2008، الآن مع WSB-TV في أتلانتا
- ديف مالكوف: مراسل ميداني/خاص (2012–2023)
- Alexandria Steele: 2003–2010، لاحقًا مع CNN، الآن مع WANF في أتلانتا
- كايت باركر: 2014-2016
- مايك سيدل: مذيع أرصاد جوية على الكاميرا، عالم أرصاد جوية ميداني (1992–2024، الآن في Fox Weather)
- Nick Walker: 1999-2019؛ متقاعد

## العلامة التجارية

### الشعارات
كان أول شعار وأكثره تميزًا لقناة الطقس عبارة عن صندوق مستطيل أزرق بحواف مدورة ظهر لأول مرة مع البث الأول للقناة في 2 مايو 1982. تم تعديل هذا الشعار في عام 1996، حيث أصبحت الزوايا أقل دائرية وأصبح الشعار أكثر تسطحًا قليلًا. أُضيف نص عنوان URL weather.com تحت الشعار بشكل دائم في عام 1999. في 15 أغسطس 2005، خضع الشعار لتغيير شامل آخر؛ حيث أصبح الشعار مربعًا ذو حواف مستقيمة بدون إطار أبيض على الحافة، وأصبح نص "The Weather Channel" موجهًا بطريقة العنوان ومحاذيًا لليسار، مشابهًا لشقيقته الكندية The Weather Network. تميز شعار الذكرى الخامسة والعشرين المستخدم في عام 2007 بمربع أبيض محاط باللون الأزرق متصلًا بالشعار الحالي مع النص "25 YEARS" بداخله باللون الأزرق.
عندما استحوذت NBCUniversal على الشبكة في عام 2008، شاركت الشبكة في حملة "Green is Universal"، التي تحدث مرتين في السنة، عادةً في أبريل ونوفمبر. يتغير شعار الشبكة إلى درجة من اللون الأخضر كجزء من الحملة التي تروج للحفاظ على البيئة. منذ عام 2014، استخدمت الشبكة نسخة حمراء من الشعار أثناء تغطية الأعاصير؛ كما ظهر الشعار الأحمر أيضًا خلال تفشي الأعاصير الشديدة.
- 2 مايو 1982–أكتوبر 1996
- أكتوبر 1996–15 أغسطس 2005
- 15 أغسطس 2005–الوقت الحاضر
- شعار "Green is Universal" Earth Week
- شعار قناة الطقس HD، 2008–الوقت الحاضر

### الشعارات التجارية
- 1982–1983: نحن نأخذ الطقس بجدية، لكننا لا نأخذ أنفسنا بجدية
- 1983–1984: شبكة التلفزيون الكابلية لأسلوب حياة أمريكا
- 1984–1986: تأمين الطقس لأمريكا
- 1986–1991: تحتاج إلينا، قناة الطقس، لكل ما تفعله
- 1991–1996: الطقس الذي يمكنك الاعتماد عليه دائمًا
- 1996–1998: لا مكان على الأرض لديه طقس أفضل
- 1998–2001: إبقائك متقدمًا على العاصفة
- 2001–2005: عش به
- 2005–2008: Bringing Weather to Life
- يونيو 2008–أواخر 2008: لم يكن الطقس يبدو أفضل من هذا
- 2009–أوائل 2010: أصوات الطقس. اسمعها، شاهدها، عشها
- 2013–2020: إنه مدهش في الخارج
- 2015–2016: حيث تحصل على طقس مهم
- 2017–2018: ثق بنا لنكون هناك
- أواخر 2018–أوائل 2019: الشبكة الأولى للطقس في أمريكا
- 2019–الحاضر: أكثر شبكة أخبار تلفزيونية موثوقة في أمريكا (حملة ترويجية حالية)
- 2020–2024: ادخل إلى الخارج
- 2024–الحاضر: كن قوة من قوى الطبيعة

## الجدل

### نزاعات حمل القنوات عبر الكابل والأقمار الصناعية

#### نزاع حملة Dish Network
في 20 مايو 2010، أعلنت دش نيتورك أنها ستسحب قناة الطقس في الساعة 12:00 صباحاً بالتوقيت الشرقي من نفس اليوم لصالح قناتها الخاصة المماثلة The Weather Cast. كان النزاع نزاع الحمل حول الأسعار التي طلبتها قناة الطقس من Dish Network: من 11 سنتاً لكل مشترك شهرياً إلى 12 سنتاً، بزيادة قدرها 9%، ليصل المجموع إلى 140,000 دولار شهرياً. كان النزاع أيضاً حول تغيير قناة الطقس لنسق برامجها من قناة قائمة على المعلومات إلى خدمة ترفيهية. قالت قناة الطقس في بيان: "اختارت Dish أن تكون أول موزع يتخلى عن قناة الطقس بدلاً من دفع الأسعار القياسية التي وافق الآخرون في الصناعة على دفعها"، وشجعت عملاء Dish Network على التحول إلى مقدمي تلفزيون مدفوعين آخرين. قال ديف شول، نائب الرئيس الأول للبرمجة في Dish Network، إن رسوم قناة الطقس أصبحت أكثر صعوبة لتبرير دفعها حيث يتلقى المزيد من الأشخاص معلومات الطقس عبر الإنترنت والخدمات المحمولة: "إنهم يبحثون عن زيادة العروض عندما أعتقد أن هناك انتقالاً حقيقياً إلى الويب، ومن الصعب تبرير تلك الزيادات في الأسعار في الوقت الحالي."
في 24 مايو 2010، أعلنت قناة الطقس أنها توصلت إلى اتفاق جديد متعدد السنوات مع Dish Network، لم يتم الكشف عن شروطه المالية. على الرغم من الإعلان السابق عن سحب قناة الطقس، لم يتم سحب القناة رسمياً من Dish Network. توقفت قناة Weather Cast عن العمل في انتظار إطلاق خدمة تعتمد على Weatherscan تم الإعلان عنها كجزء من الاتفاقية لتقديم معلومات الطقس المحلية لعملاء Dish Network. الفيلم المقترح المقرر عرضه يوم الجمعة بعد إبرام الاتفاقية (28 مايو)، Gorillas in the Mist، تم إلغاؤه لصالح ماراثون مدته ست ساعات من Tornado Road.

#### نزاع حملة DirecTV
سحبت دايركت تي في قناة الطقس من قائمتها في 14 يناير 2014، بعد أن عجز الطرفان عن التوصل إلى اتفاق بشأن تجديد عقد الحمل؛ وبذلك أصبحت DirecTV أول مزود تلفزيون مدفوع رئيسي يتخلى عن القناة في تاريخه. قبل أسبوعين من انتهاء اتفاقية حملة القناة في 31 ديسمبر (بعد تمديد مهلة الاتفاقية الجديدة لمدة أسبوعين)، بدأت شركة الأقمار الصناعية ببث WeatherNation TV (التي خلفت Weather Cast وتملكها WeatherNation, LLC) على القناة 361 في 16 ديسمبر 2013، مما وضع القناة بجانب مكان قناة الطقس على القناة 362؛ استبدلت WeatherNation قناة الطقس على القناة 362–بينما كانت لا تزال تُبث على القناة 361–عندما تم سحب TWC.
صرح ديفيد كيني، الرئيس التنفيذي لقناة الطقس، بأن القناة عرضت على DirecTV أفضل سعر لبرامجها (وفقاً لـ SNL Kagan، كان متوسط رسوم حملة قناة الطقس في ذلك الوقت 13 سنتاً لكل مشترك)، وهاجم إزالة القناة من قبل مزود الأقمار الصناعية قائلاً إن ذلك كان وضع الأرباح فوق السلامة العامة. صرح ممثلو DirecTV بأنهم أضافوا WeatherNation TV استجابة لشكاوى المشتركين بشأن عدد البرامج الواقعية على قناة الطقس، والتي قدرت أنها بلغت 40% من جدولها اليومي (تُبث WeatherNation TV، التي تُبث خارج حملتها من DirecTV، بشكل رئيسي على قنوات التلفزيون الإذاعي كعلاقة رئيسية أو خدمة بث رقمي، ولا تعرض برامج خارج التوقعات مع وجود الانقطاع الوحيد في تغطيتها الطقسية من شركات تابعة تعرض برامج للأطفال لتلبية متطلبات FCC البرامج التعليمية؛ ومع ذلك، فقد تعرضت WeatherNation لانتقادات بسبب كمية البرامج المباشرة المحدودة جداً التي تقدمها، والتي توفرها TWC، خاصة خلال الأحداث الطقسية الهامة). ذكرت DirecTV أن المعلومات الطقسية متاحة أيضاً من خلال محطات التلفزيون الإذاعي المدرجة كجزء من فئة القنوات المحلية، بالإضافة إلى القنوات الطارئة المخصصة من قبل المزود. ردت قناة الطقس عبر عرض إعلانات تشجع الناس على عدم الاشتراك في DirecTV من خلال السخرية من حملة الإعلانات الشهيرة لمزود الخدمة "Get Rid of Cable".
توصلت قناة الطقس وDirecTV في 8 أبريل 2014 لاتفاق جديد (قررت TWC تعديل جدول برامجها بتقليص كمية البرامج الواقعية في أيام الأسبوع إلى النصف، وتقييدها بجدول المساء، استجابةً لشكاوى المشتركين في DirecTV)، مع استعادة الموفر للقناة على القناة 362 في اليوم التالي. لم يتم استعادة الوصول إلى محتوى الطقس المحلي باستخدام ميزة الزر الأحمر حتى 2 مايو 2014.

#### إزالة قناة الطقس من Verizon FiOS وعودتها
أزالت Verizon FiOS قناة الطقس وشبكة Weatherscan التابعة لها من قائمتها في 10 مارس 2015، بعد أن عجز الطرفان عن التوصل إلى اتفاق جديد بشأن بث القناة. تم استبدال الخدمات بشبكة AccuWeather Network (التي بدأت في 10 مارس) وأداة مقدمة من FiOS تحتوي على محتوى التوقعات الذي توفره WeatherBug. لم يتم الإعلان علنياً عن الإزالة إلا بعد مرور أكثر من 12 ساعة على سحب TWC وWeatherscan. عرضت قناة الطقس صفقة أقل تكلفة على Verizon FiOS، التي رفضت العرض. استشهدت Verizon باستخدام قناة الطقس المتكرر لتكتيكات الرعب، وتسميتها للعواصف الشتوية، وتوفر الإنترنت وتطبيقات الهواتف المحمولة للمستهلكين للوصول إلى محتوى الطقس في أي وقت من اليوم كسبب لإزالة TWC وخدماتها. من غير المعروف إذا ما كان عملاء Frontier FiOS في المناطق التي كانت تخدمها Verizon سابقاً، بما في ذلك (اعتباراً من 1 أبريل 2016) المناطق المكتسبة مؤخراً من كاليفورنيا وتكساس وفلوريدا، قد تأثروا.
أفاد ممثل للشبكة في بيان، "كنا محبطين عندما، دون إنذار في وقت متأخر من يوم أمس، 9 مارس، أزالت Verizon FiOS قناة الطقس من قائمتهم بينما كانت شركاتنا لا تزال في محادثات نشطة بشأن تجديد العقد. استمتع عملاء FiOS بمجموعة من الخدمات من قناة الطقس بما في ذلك الشبكة وWeatherscan وخدمة الفيديو حسب الطلب، وأداة الطقس والبث على الأجهزة المحمولة. خلال شتاء شهد عواصف غير مسبوقة وطقساً شديداً، استجابت قناة الطقس بتغطية مباشرة مستمرة، بما في ذلك وجود فرقنا التي كانت تقاريرها مباشرة من المجتمعات المتضررة بشدة ضمن منطقة Verizon FiOS. أدت هذه التغطية إلى أن تكون قناة الطقس الشبكة الرئيسية الوحيدة التي نمت في فبراير."
كانت قناة الطقس قد وقعت في وقت سابق اتفاقيات تجديد مع مزودين رئيسيين أعضاء في الجمعية الوطنية لتلفزيون الكابل (NCTC)، بما في ذلك تايم وورنر كيبل وCox Communications. ومع ذلك، زعم ممثلو القناة أنهم صدموا من "رفض Verizon FiOS منح مشتركيها الوصول إلى أفضل تغطية حية للطقس والخبرة التي لا يمكن أن تقدمها سوى قناة الطقس." في حين زعمت Verizon أن القرار كان تجارياً على المدى الطويل (بدلاً من نزاع بث)، أطلقت قناة الطقس حملة، في البداية تدعو المشاهدين للتواصل مع FiOS بشأن استعادة القناة وخدماتها. ولكن، بالنظر إلى أن Verizon لا تخطط لإعادة القناة وخدماتها في المستقبل القريب، تدعو قناة الطقس الآن مشاهدينها للتحول إلى مزودين آخرين.
بعد غياب دام أربع سنوات وتحت ملكية Entertainment Studios، أبرمت Verizon FiOS اتفاقية جديدة لإعادة قناة الطقس إلى قوائمها في 24 يونيو 2019. لم تُعد القناة إلى قوائم القنوات في نطاق عملاء Frontier FiOS حتى عام 2021 مع شراكة الشركة مع يوتيوب تي في.

### تسمية العواصف الشتوية
بدأت قناة الطقس في خريف عام 2012 بإعطاء أسماء للأنظمة الكبرى للعواصف الشتوية. صرحت القناة أن القرار بتسمية العواصف الشتوية البارزة جاء كوسيلة لنشر المعرفة وزيادة الوعي بسهولة أكبر. من خلال تسمية العواصف الشتوية، ذكرت TWC أن الجمهور سيتابع معلومات العواصف بسهولة أكبر، وستتمكن وسائل التواصل الاجتماعي من الإشارة إلى العاصفة ومناقشتها، وسيسهل على الناس الإشارة إلى العاصفة بعد حدوثها. ومع ذلك، يصر منتقدو قناة الطقس على أن هذه الخطوة هي وسيلة لزيادة الضجة حول الطقس الشتوي، خاصةً على الساحل الشرقي ذو الكثافة السكانية العالية. يزعم النقاد أنه (جنوب بوسطن)، تعاني العديد من المناطق الأخرى في الولايات المتحدة من طقس شتوي أكثر تكراراً وشدة من الساحل الشرقي، لكن لا تمتلك سوقاً إعلامياً كبيراً.
كانت أول عاصفة شتوية يتم تسميتها من قبل TWC هي نوريستر التي ضربت الساحل الشرقي للولايات المتحدة في نوفمبر 2012، والتي سميت على اسم الإلهة اليونانية أثينا. خلال موسم 2012–13، قامت قناة الطقس بتسمية 27 عاصفة شتوية (Athena, Brutus, Caesar, Draco، Euclid, Freyr, Gandolf, Helen, Iago, Jove, Khan, Luna, Magnus, Nemo, Orko, Plato, Q, Rocky، Saturn, Triton, Ukko, Virgil, Walda, Xerxes, Yogi, Zeus وAchilles). خلال موسم 2013–14، قامت قناة الطقس بتسمية 26 عاصفة شتوية (Atlas, Boreas, Cleon, Dion, Electra, Falco, Gemini, Hercules, Ion, Janus, Kronos, Leon, Maximus, Nika, Orion, Pax, Seneca, Titan, Ulysses, Vulcan, Wiley, Xenia, Yona وZephyr). يتم أخذ عوامل متعددة بعين الاعتبار عند اتخاذ القرار بتسمية عاصفة شتوية، بما في ذلك، ولكن لا تقتصر على، كمية الثلوج المتوقعة وهطول الأمطار، وسرعات الرياح، وتوقيت العاصفة.
قدمت قناة الطقس معاييرها خلف قراراتها لتسمية بعض العواصف، ولا سيما.
استجابةً لذلك، أعلنت خدمة الطقس الوطنية في 7 نوفمبر 2012 أنها لن تعترف بأسماء قناة الطقس للعواصف الشتوية، موضحة في بيان صحفي أنها "لا تستخدم أسماء العواصف الشتوية في منتجاتها." اقترح بعض المعلقين أن تسمية العواصف الشتوية قد تمنحها أهمية غير مستحقة في نظر الجمهور من خلال رسم أوجه التشابه مع الأسماء الرسمية التي تمنحها خدمة الطقس الوطنية للعواصف المدارية، التي تكون أكثر شدة وتدميراً من العواصف الشتوية. تقتصر الإشارات إلى الأسماء بشكل عام على التوقعات التي تقدمها TWC والتي تظهر على برامج أخبار إن بي سي نيوز.